# André Sousa (calciatore 1990)
André Alexandre Carreira Sousa, meglio noto come André Sousa (Lisbona, 9 luglio 1990), è un calciatore portoghese, centrocampista del Nacional.

## Caratteristiche tecniche
È un trequartista.